# Guernini
Guernini è un comune dell'Algeria, situato nella provincia di Djelfa.